# Sweet (CHARAのアルバム)
『Sweet』（スゥィート）は、1991年11月1日にEpic/Sony Recordsから発売されたCHARAの1枚目のオリジナル・アルバム。規格品番：ESCB-1231。

## 概要
デビュー・シングル「Heaven」から1ヵ月半後に発売されたアルバム。
タイトルと同名楽曲『Sweet』が翌年の1月22日にシングルカットされた。

## 収録曲
特記以外　作詞・作曲:Chara　編曲:浅田祐介　
1. Rainbow Gossip
  - 作曲:Chara/平田みずほ
2. Heaven
  - 作詞・作曲:Chara/浅田祐介
  - 1stシングル。
  - 2021年、デビュー30周年を記念して7インチアナログシングルとして再発売、カップリングはCHARA本人の選曲によりオリジナル盤の「X'mas」から「Sweet」に差し替えられている[3]。
3. うそつくのに慣れないで
  - シングルカットされた『Sweet』のカップリング曲。
4. Family
  - 編曲:D.Motion
5. Sweet
  - 作曲:Chara/浅田祐介
  - 本作の表題曲であり、翌年に2ndシングルとして発売された。
6. X'mas
  - 1stシングルのカップリング曲。
7. No Toy
  - 編曲:C.Pierre
  - 翌年の4月22日、『No Toy』をリミックスしたシングルが発売された。
8. あなたを追い越した
  - 作曲:佐藤竹善　編曲:C.Pierre
9. Break These Chain
  - 1993年にTV放送された「FRIED DRAGON FISH」の主題歌。
10. 女の子
  - 作曲:浅田祐介